# 櫻桃街 (多倫多)
櫻桃街是加拿大安大略省多倫多市中心東區的一條南北向主幹道，位於一個前工業區，現為重建場地。街道將東邊路向南連接至湖濱大道，然後連接至港口區，南迄安大略湖的櫻桃湖灘。

## 概述
街道北端盡頭位於東邊路。一條名為Sumach Street的共線街道繼續向北延伸。它穿過前街及妙街（Mill Street），向南延伸至鐵路高架道路及湖濱大道。該路有一條電車專用路線，起始於皇帝東街及Sumach Street，沿著櫻桃街向南延伸，到達位於鐵路高架道路旁的釀酒廠環路（Distillery Loop）終站。環路位於櫻桃街西側的釀酒廠區對面。街道東側是重建場地，最初是為2015年泛美運動會運動員村而建，現被改造成住宅公寓區，稱為「金絲雀區」（Canary District）。
據《加拿大昆蟲學人》期刊稱，Unwin Avenue與基廷運河之間的櫻桃街街區是安大略省第一個有記錄的白蟻侵擾地點。